# برایان لوید
برایان لوید (انگلیسی: Brian Loyd؛ زادهٔ december ۳, ۱۹۷۳ (۵۱ سال)) ورزشکار بیسبال اهل ایالات متحده آمریکا است.
وی در مسابقات کشوری و بین‌المللی در مجموع برندهٔ ۱ مدال برنز شده‌است.